# John Elphinstone, 13e lord Elphinstone
Ne doit pas être confondu avec John Elphinstone.
John Elphinstone, 13e lord Elphinstone, né le 23 juin 1807 à Cumbernauld House et mort à Londres le 19 juillet 1860, est un homme politique et administrateur colonial écossais.
Il est élu deux fois au Parlement du Royaume-Uni en tant que pair représentatif de l’Écosse, siégeant une fois du 14 janvier 1833 au 29 décembre 1834, puis à nouveau du 8 septembre 1847 au 23 avril 1859. Il est également gouverneur de Madras et de Bombay.

## Biographie
Fils unique de John Elphinstone, 12e Lord Elphinstone, il est né le 23 juin 1807. Il succède à son père sous le nom de Lord Elphinstone en mai 1813 et entre dans l'armée en 1826 comme cornet dans la Royal Horse Guards. Il est promu lieutenant en 1828 et capitaine en 1832, et est seigneur d'honneur de Guillaume IV de 1835 à 1837. Le roi le fait chevalier grand-croix de l'Ordre royal des Guelfes en 1836, année où il est admis au Conseil privé.
En 1837, il quitte les Gardes après avoir été nommé gouverneur de Madras par lord Melbourne ; on disait à l'époque que sa nomination avait été faite afin de dissiper une rumeur selon laquelle la jeune reine Victoria était tombée amoureuse de lui. Il est gouverneur de Madras de 1837 à 1842 ; il construit une maison à Káiti, dans les Nilgiris. Après avoir démissionné de son poste de gouverneur en 1842, il voyage pendant quelques années et explore le Cachemire.
Il retourne en Angleterre en 1845, et en 1847 est nommé par Lord John Russell comme lord en attente de la reine, un poste qu'il occupe jusqu'en 1852, et de nouveau sous l'administration de Lord Aberdeen de janvier à octobre 1853, lorsqu'il est nommé gouverneur de Bombay. C'est à cette époque que la rébellion indienne de 1857 éclate. Elphinstone arrête le soulèvement à quelques endroits et réprime l'insurrection du Rajah de Solapur. Il découvre un complot à Bombay même, et il saisit les meneurs.
Il est fait Chevalier Grand-Croix de l'Ordre du Bain en 1858, et le 21 mai 1859, à son retour en Angleterre, il est créé pair du Royaume-Uni sous le titre de baron Elphinstone d'Elphinstone, Stirlingshire. Il meurt célibataire à King Street, St. James's, Londres, le 19 juillet 1860. Sa pairie du Royaume-Uni s'éteint avec lui.